# Форт Бояр (предаване)
„Форт Бояр” е приключенско риалити шоу, снимано в едноименната крепост в Ла Рошел, Франция. От 1990 г. крепостта Форт Бояр става сцена на телевизионно състезание, в което участниците са изправени пред изпитания на силата и уменията в търсене на съкровище.
Българската версия на шоуто се излъчва по bTV. Първите два сезона на българската версия на шоуто са предавани и по FOX Турция и FOX Сърбия, тъй като в първи и втори сезон участват Турция и Сърбия. В третия сезон на шоуто за България участват само лица от bTV – новинари, репортери, тв водещи и шоуто Аламинут.

## Правила на играта
Целта на играта е да се съберат ключове, с които да се отвори трезора на Форт Бояр. Играта започва с гонг, който се удря от мосю Лабул. В играта участват отбор от петима участници, които трябва да минат през различни изпитания, за да получат ключове, с които да влязат в трезора и след това да вземат златото. Играе се за време. Ако играчът не успее да се вмести във времето той става затворник и няма да може да влезе в съкровищницата на форта. Отборите са предвождани от два водача, Паспарту и Пастон, които ги водят към предизвикателствата в различните стаи на крепостта. Двамата водачи нямат право да говорят. В някои издания на играта участникът е затворен в подземията на крепостта. В българския вариант на играта участваха два отбора, които се състезаваха помежду си (в руският вариант също участваха два отбора). Победител е този отбор взел повече злато.
Правилата малко се различават от българския и руският вариант в международните издания на Форт Бояр. Там освен да се печелят ключове, трябва също и да се спечелят подсказки. Също така освен силови изпитания участниците минават и през интелектуални изпитания, които се задават от магьосникът, в кулата на форта. Ако отборът няма достатъчни подсказки може да си набави още до два броя като пожертва един или два участника от отбора като те няма да могат да влязат в съкровището на форта.
Това е вторият етап от играта, през който трябва да преминат участниците. Когато се съберат необходимият брой подсказки отборът трябва да разгадае с тяхна помощ една ключова дума. Когато отборът влезе в трезора трябва да застане на точните букви от ключовата дума, в противен случай златото няма да падне.

## Форт Бояр в България
Предаването в България се излъчва от 2008 година. В българското издание на Форт Бояр участват също Сърбия и Турция. В първия сезон (2008) победител е отборът на Сърбия, във втория (2009) – отборът на България, а в третия (2010) – Отбор „Аламинут“. Водещ на българското издание е Димитър Павлов.

### Сезони
| Сезон | Сезон | ТВ канал                    | Година | Старт            | Финал       | Победител        |
| ----- | ----- | --------------------------- | ------ | ---------------- | ----------- | ---------------- |
|       | 1     | bTV, FOX Турция, FOX Сърбия | 2008   | 20 март 2008     | 29 май 2008 | отбор „Сърбия“   |
|       | 2     | bTV, FOX Турция, FOX Сърбия | 2009   | 12 януари 2009   | 2 март 2009 | отбор „България“ |
|       | 3     | bTV                         | 2010   | 18 февруари 2010 | 1 май 2010  | отбор „Аламинут“ |

## Първи сезон

### Участници

#### Отбор 1
- Васил Гюров (певец)
- Диана Стоянова (ТВ водещ)
- Иван Андонов (треньор по плуване)
- Петя Николова (шеф на рекламна агенция)

#### Отбор 2
- Красимир Ванков (ТВ водещ, продуцент)
- Деница Хаджииванова (участник в Music Idol 1)
- Мариана Де Мео (актриса)
- Красимир Николов (студент в НСА)

#### Отбор 3
- Мартин Захариев (продуцент)
- Ани Лозанова (певица)
- Петя Никитова (треньор по модерен петобой)
- Сами Попов (оператор)

#### Отбор 4
- Александра Жекова (състезател по сноуборд)
- Николай Григоров (резбар и художник)
- Дориана Димитрова (PR-координатор на голф клуб)
- Атанас Опълченски (фитнес инструктор)

## Втори сезон

### Участници

#### Отбор 1
- Асен Блатечки (актьор)
- Диана Алексиева (ТВ водещ)
- Калоян Добрев (инструктор)
- Деница Антонова (сервитьор)

#### Отбор 2
- Атанас Бончев (актьор)
- Таня Кожухарова (ТВ водещ)
- Недялко Лаков (бояджия)
- Карина Караньотова (журналист)

#### Отбор 3
- Виктория Терзийска (певица)
- Николай Върбицалиев (картинг-пилот)
- Боряна Георгиева (модел)
- Петър Бръзицов (строител)

#### Отбор 4
- Румен Георгиев (модел)
- Петя Григорова (ТВ водещ)
- Цветан Христов (студент)
- Жанета Костова (маркетинг-директор)

## Трети сезон

### Участници

#### Отбор „Новините“
- Светослав Иванов
- Мариана Векилска
- Петър Бакърджиев
- Станислава Цалова

#### Отбор „Репортерите“
- Богомил Грозев
- Генка Шикерова
- Антон Хекимян
- Марина Евгениева

#### Отбор „Аламинут“
- Милена Маркова – Маца
- Атанас Бончев – Наката
- Невена Бозукова – Неве
- Йордан Господинов – Дачко

#### Отбор „Водещите“
- Лина Златева
- Георги Тошев
- Ива Дойчинова
- Иван Звездев